# Małka (dopływ Tereka)
Małka (ros.  Малка Małka) – rzeka w Rosji, w Kabardo-Bałkarii, lewobrzeżny dopływ Tereka, o długości 210 km i powierzchni dorzecza wynoszącej 10 tys. km².